# 皮埃爾·外斯
皮埃爾-恩斯特·外斯（1865年3月25日—1940年10月24日）是法國物理學家，在1907年發展了铁磁性材料的磁畴理論。外斯畴及外斯磁子是因他得名。皮埃爾·外斯也發展了平均场论，稱為外斯平均场论，這引發了後來發現居里-外斯定律。外斯和奥居斯特·皮卡尔視為是1917年頭幾位發現磁制冷的人。
皮埃爾·外斯的許多實驗發現，使得在20世紀初可以開發最強的電磁鐵。他曾在雷恩大学及里昂大学工作，後來在苏黎世联邦理工学院工作並且升等，最後是在斯特拉斯堡大学工作。他在這些學校建立了許多著名的實驗室。